# Refúgio de montanha

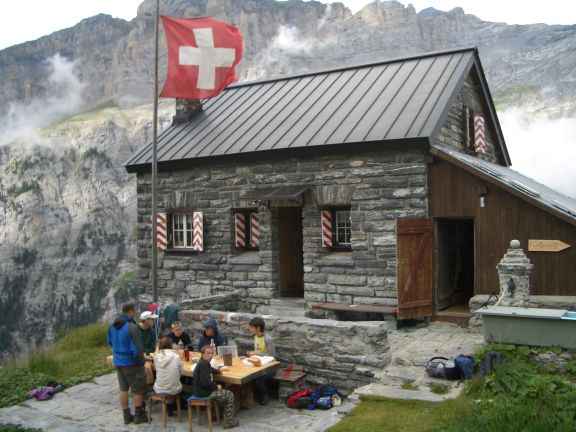
Refúgio de montanha de Balmhornhütte, Suíça.

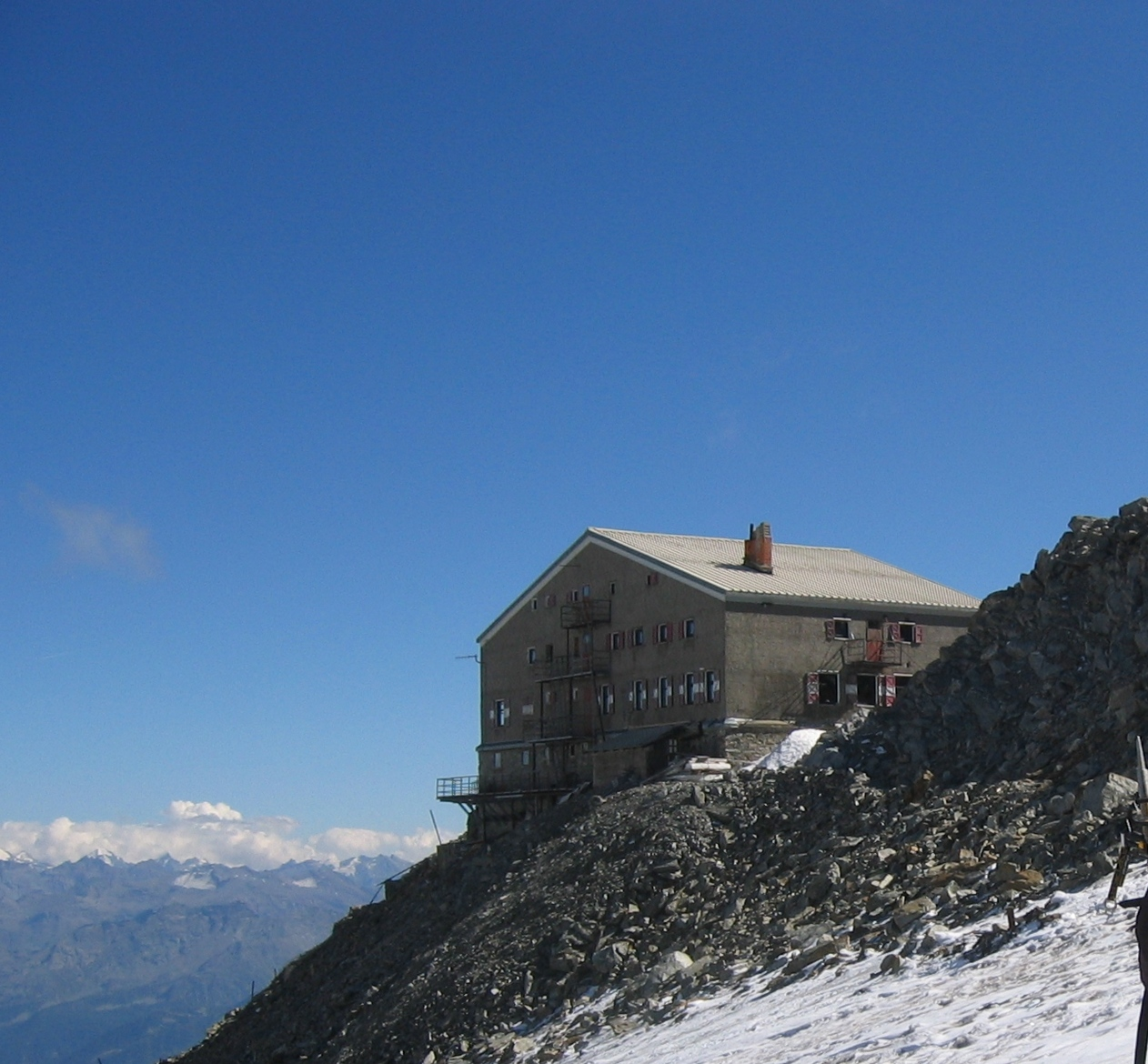
Refúgio de montanha Torino, Alpes, Itália.

Um refúgio de montanha ou albergue de montanha é um edifício destinado a alojar e proteger das inclemências meteorológicas alpinistas ou excursionistas em zonas de montanha, geralmente de difícil acesso, ou em núcleos rurais. A maioria são geridos por clubes de montanhismo.

## Características
Os refúgios de montanha tradicionais só dispõem de serviços básicos: sanitários, cozinha comunitária e alojamento, partilhando os quartos entre os grupos de montanhistas. A maioria dispõe de algum tipo de gerador elétrico e conta com um emissor-receptor de rádio em caso de problemas. Os novos albergues tendem a introduzir serviços próprios de hotéis, como por exemplo oferecendo alimentação, embora mantenham um carácter rústico.

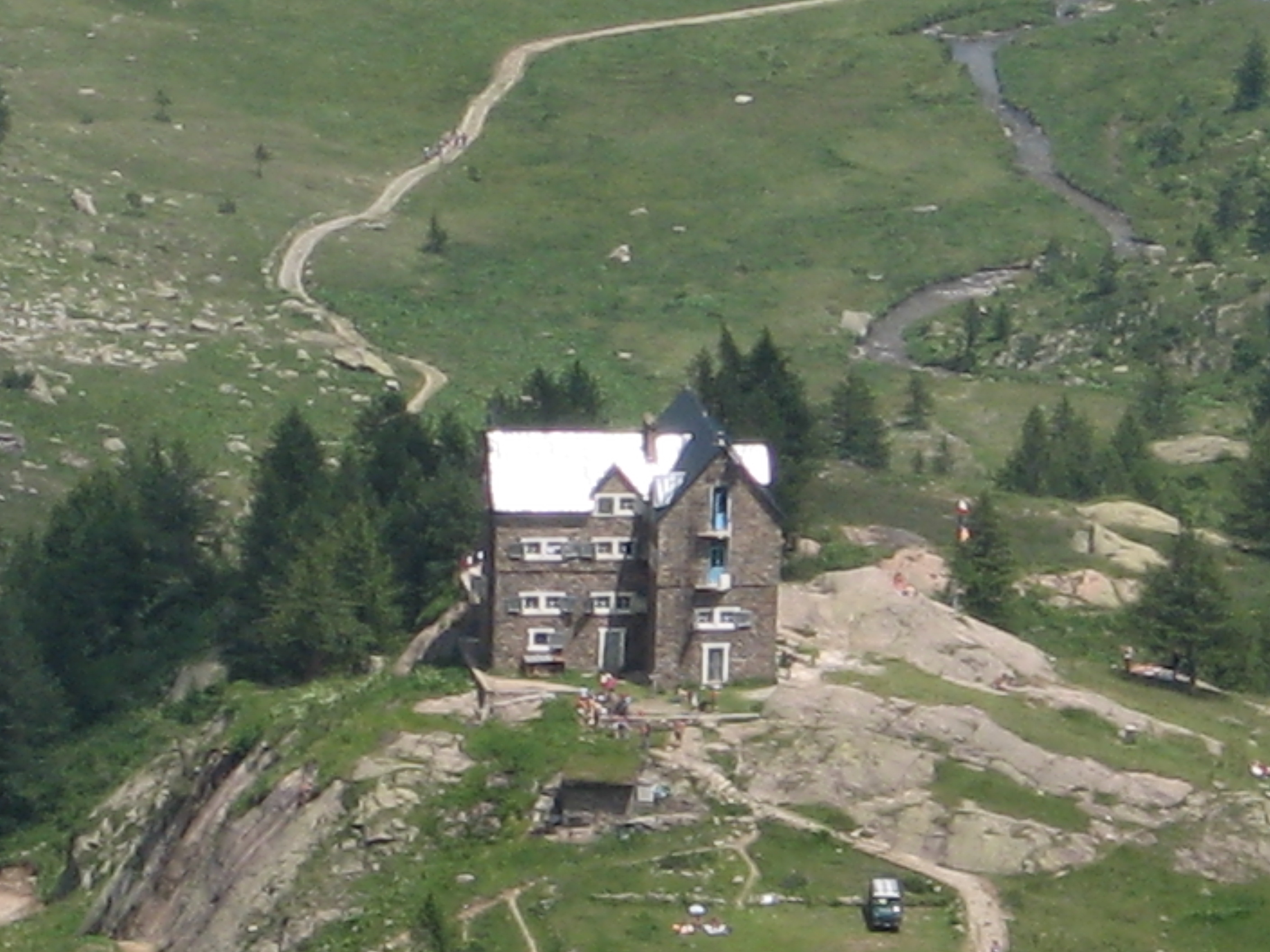
Refúgio Guglielmo Migliorero

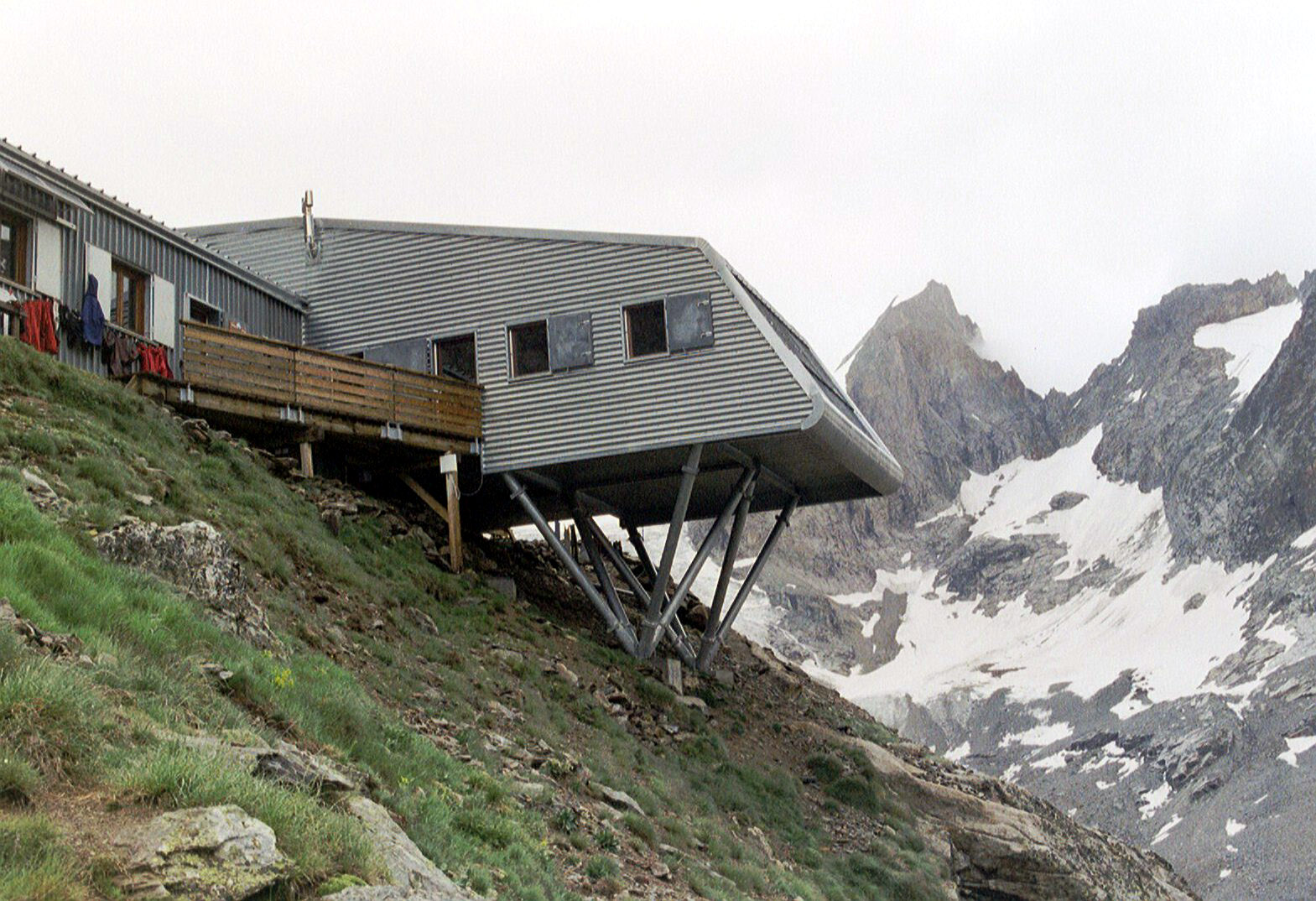
Refúgio de montanha de Balmhornhütte, Suíça.

A gestão destes espaços é feita por guardas, que podem residir no local de forma permanente ou, devido ao acesso, apenas durante a temporada de inverno, ocupando-se periodicamente da sua manutenção.

## Refúgio Migliorero
É um Refúgio situado na comuna de Vinadio, Piemonte, Itália, na cadeia dos Alpes Marítimos, próximo à fronteira com a França.  Ele é administrado pela sede de Fossano do Clube Italiano de Alpinismo e está a 2094 m de altitude.